# Ludwig-Leichhardt-Gymnasium
Das Ludwig-Leichhardt-Gymnasium ist eine weiterführende Schule in der kreisfreien Stadt Cottbus (Brandenburg). Das Gymnasium bietet Unterricht in der japanischen Sprache und Schüleraustauschprogramme mit Schulen in Japan, Kanada und Australien.

## Geschichte und Name
Auf Beschluss des Rates der Stadt Cottbus wurde das Gebäude in den 1970er Jahren in der Zeit der DDR errichtet. 1975 wurde im östlichen Gebäudeflügel die Salvador-Allende-Oberschule als 22. Oberschule eingeweiht, im westlichen die Pablo-Neruda-Oberschule als 23. Polytechnische Oberschule der Stadt Cottbus. Beide Einrichtungen bildeten zusammen die Polytechnische Oberschule Cottbus. Im Jahre 1991 wurden beide Schulen in das vierte Gymnasium Cottbus umgewandelt. Eine Schließung konnte 2006 abgewendet werden.
Seit 1996 trägt die Schule zu Ehren des Australienforschers Ludwig Leichhardt offiziell den Namen „Ludwig-Leichhardt-Gymnasium“. 2004 wurde im Keller des Gymnasiums eine Ludwig-Leichhardt-Galerie eingerichtet und 2012 für die Allgemeinheit geöffnet. Im November 2013 wurde in Cottbus ein Kooperationsvertrag zwischen der Henley High School in australischen Adelaide und dem Ludwig-Leichhardt-Gymnasium unterzeichnet.

## Gebäude und Umfeld

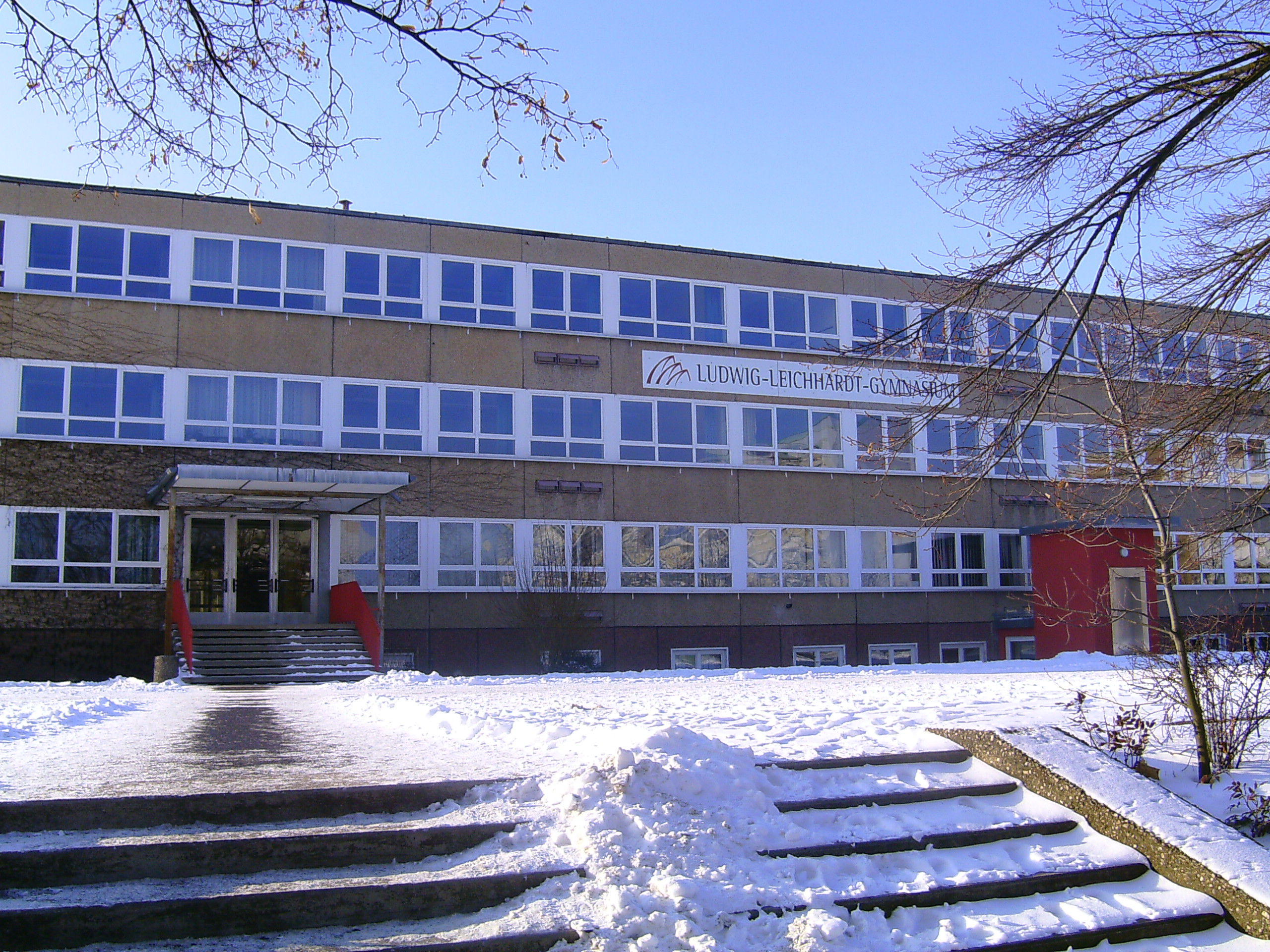
Schulgebäude

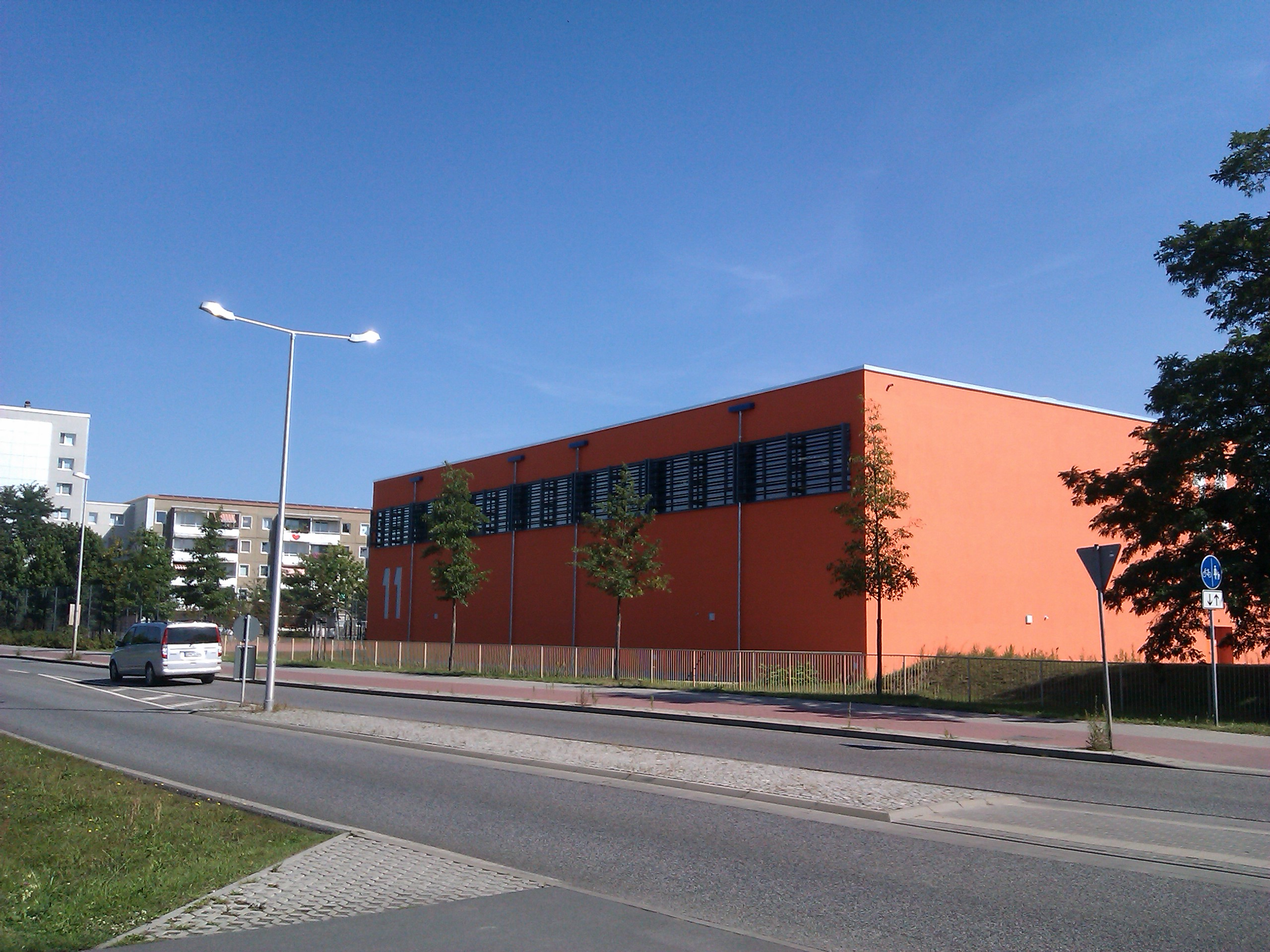
Sporthalle

Das Hauptgebäude der Schule wurde in Plattenbauweise errichtet. Das Unterrichtsgeschehen spielt sich in den beiden dreistöckigen Gebäudeflügeln ab, in einen zwei Etagen hohen Zwischenbau ist die Schulverwaltung untergebracht. Auf dem etwa 2 Hektar großen Schulgelände befinden sich neben dem Hauptgebäude eine Turnhalle und eine moderne Sportanlage mit Tartanbelag.

### Technische Ausstattung
Das Ludwig-Leichhardt-Gymnasium über zwei Räume für digitalen Unterricht: einen PC-Raum und einen Laptop-Raum, jeweils mit interaktivem Whiteboard und Kapazität für eine Schulklasse. Alle Geräte laufen unter Windows 10 und sind mit z. B. Office 365 sowie weiteren relevanten Softwareprodukten ausgestattet. Zudem wird den Schülerinnen und Schülern der Einsatz eigener Tablets empfohlen, um den Unterricht digital zu ergänzen und auf den späteren Arbeitsalltag vorzubereiten.
Die Schule nutzt moderne digitale Plattformen ergänzt durch eigene Webseiten einiger Lehrkräfte, um den Unterricht individuell zu gestalten, das Lernen von Zuhause für den Fall der Fälle zu ermöglichen, und ständig zu optimieren. Neben der Vermittlung der klassischen Lehrplaninhalte legen die Informatiklehrkräfte besonderen Wert auf moderne Technologie. Sie integrieren zukunftsweisende Werkzeuge wie z. B. ChatGPT verantwortungsvoll in den Unterricht.

## Unterrichtsschwerpunkte und Schulleben
Die Schule ist eine der wenigen in Deutschland, an denen Japanisch als Fremdsprache bei einer japanischen Lehrkraft erlernt werden kann.
Schüleraustauschprogramme bestehen seit 1996 mit der Omiya High School im japanischen Omiya Saitama und seit 2001 mit dem Luther College im kanadischen Saskatchewan. Nach der Natur- und Umweltkatastrophe in Japan 2011 sammelten Schüler und Eltern des Ludwig-Leichhardt-Gymnasium mehr als 60.000 Euro Spendengelder für die Opfer in Japan.
Besonderer Wert wird auf das Fach Sport und auf den naturwissenschaftlichen Bereich gelegt. So gibt es zum Beispiel Arbeitsgemeinschaften für Fußball, Basketball, Volleyball und Tischtennis sowie Naturschutz und Informatik. 2003 und 2012 wurde das Gymnasium als „Sportlichste Schule des Landes Brandenburg“ ausgezeichnet.
Die Schule unterstützt die Integration körperbehinderter Schüler. Aus diesem Grunde gibt es unter anderem einen barrierefreien Gebäudezugang und einen Aufzug sowie Zivildienstleistende und eine Sportlehrerin für Behindertensport an der Schule.
Das Gymnasium war im Schuljahr 2007/08 mit dem Thema Kleidung in der Antike Projektteilnehmer des Förderprogramms Brandenburger Antike-Denkwerk der Universität Potsdam und wurde beim Schülerkongress des Programms im Juli 2008 mit dem ersten Preis ausgezeichnet.

## Medienpreis
- Im September 2013 gewann die Ludwig-Leichhardt-Gymnasiastin Lisa Koinzer mit ihrem Film Ein unbeschriebenes Blatt sein in der Schüler-Kategorie den RTL Com.mit Award, einen Medienpreis für Integration.[14][15] Der Film zeigt einen ungewöhnlichen Weg auf, wie Konflikte zwischen verschiedenen Kulturen an der Schule gelöst werden können.[16]

## Sportliche Erfolge
- 2011/12: Europa-Sport-Festival, Jugend Trainiert für Olympia, Vattenfall Schul-Cup[17]
- 2012/13: Gesamtsieger im Landesfinale der WK IV im Tischtennis[18]